# Alcithoe hedleyi
Alcithoe hedleyi là một loài ốc biển, kích thước trung bình, là động vật thân mềm chân bụng sống ở biển trong họ Volutidae, họ ốc dừa.